# Gora Herria/Power to the People Tour 91
Gora Herria/Power to the People Tour 91 es el nombre de la primera gira internacional del grupo de rock de fusión vasco Negu Gorriak.
El grupo tenía intención (y así lo anunciaron) de tocar en la ex-URSS. Consiguieron programar dos conciertos en Kiev y Moscú, que finalmente fueron anulados.
El primer concierto lo celebraron el 4 de septiembre en el centro social okupado de Bilbao. Durante dos meses dieron un total de 22 conciertos en ciudades del País Vasco, Francia, Suecia, Italia, Alemania, Reino Unido, Irlanda o Cuba, terminando en Madrid y Barcelona.
El 9 de noviembre ofrecieron el último concierto de la gira de nuevo en Bilbao, momento en que la reputación del grupo sobre el escenario había crecido enteros (Pablo Cabeza, periodista de Egin les denominó como «la banda más grande de rockanrol sobre la escena actual» y Radio 3 les galardonó como «banda en directo del año»:

«Quienes siguieron el concierto de Herrera [...] pudieron establecer un primer punto de referencia sobre el directo de Negu Gorriak.
Los Negu de caliente corazón de aquel 29 de diciembre, quedaron aplastados, musicalmente, por la envergadura nocturna de la nueva fecha.
[...] ningún razonamiento puede minimizar el éxito absoluto de Negu Gorriak. Suavizar la impresión de que nos hallamos ante el grupo más abrasivo de la actualidad.»

Al concierto acudieron más de 5.000 espectadores y se realizó en el Pabellón de Deportes de la Casilla, que registró un lleno absoluto (agotaron las entradas). Negu Gorriak triunfaron en el mismo escenario en el que grupos como Duncan Dhu o Seguridad Social sufrieron importantes «descalabros empresariales».
Como testimonio de la gira el grupo editó el maxisencillo Gora Herria, en cuya cara B aparecieron cuatro canciones grabadas en los conciertos en La Habana, Madrid y Bilbao. Además, en el VHS Tour 91+1 aparecieron fragmentos grabados en vídeo de la gira.

## Fechas, ciudades y grupos con los que tocaron
| Día              | Lugar                 | Ciudad     | País                | Notas                                                                             |
| 7 de septiembre  | Mercado               | Espelette  | País Vasco, Francia | Con Dirty District                                                                |
| 12 de septiembre |                       | Oslo       | Noruega             | Con Blitz                                                                         |
| 19 de septiembre | Universidad           | Roma       | Italia              | Concierto junto a AK47, President ARPI, Militant A, Lampa Dread y Banda Bassotti. |
| 21 de septiembre | Grabenhalle           | San Galo   | Suiza               |                                                                                   |
| 22 de septiembre | Ancienne Chocolaterie | Neuchâtel  | Suiza               |                                                                                   |
| 24 de septiembre | L'Usine               | Ginebra    | Suiza               |                                                                                   |
| 26 de septiembre | Arenna                | Viena      | Austria             | Con Apoplexy y Non Servium.                                                       |
| 28 de septiembre | SO36                  | Berlín     | Alemania            | Con Dr. Calypso.                                                                  |
| 1 de octubre     | Club Samuel Beckett   | Londres    | Reino Unido         | Con Anhrefn.                                                                      |
| 2 de octubre     | Club Ifor Bach        | Cardiff    | Gales, Reino Unido  | Con Anhrefn.                                                                      |
| 3 de octubre     | Albert                | Caernarfon | Gales, Reino Unido  | Con Anhrefn.                                                                      |
| 5 de octubre     | Charly´s Bar          | Dublín     | Irlanda             | Con Anhrefn.                                                                      |
| 8 de octubre     | Rhenania              | Colonia    | Alemania            | Con Persilbonzen                                                                  |
| 9 de octubre     |                       | Gante      | Bélgica             |                                                                                   |
| 11 de octubre    | Sala Fahrenheit       | París      | Francia             | Con Oui Oui.                                                                      |
| 15 de octubre    | Teatro Astral         | La Habana  | Cuba                |                                                                                   |
| 16 de octubre    | Teatro Astral         | La Habana  | Cuba                |                                                                                   |
| 18 de octubre    | Anfiteatro            | Guanabacoa | Cuba                |                                                                                   |
| 29 de octubre    | Sala Revólver         | Madrid     | España              | Con Antón Reixa                                                                   |
| 31 de octubre    | Sala Zeleste          | Barcelona  | Cataluña, España    | Con Tapia eta Leturia                                                             |
| 9 de noviembre   | La Casilla            | Bilbao     | País Vasco, España  | Con Tapia eta Leturia                                                             |